# Nav Canada
Nav Canada es una corporación privada sin ánimo de lucro, propietaria y operadora del sistema de navegación aérea civil de Canadá (ANS), encargada de mantener el orden y seguridad de los vuelos civiles dentro del espacio aéreo canadiense, además de administrar los aeropuertos del país. Opera de forma independiente del presupuesto estatal y tiene su sede en Ottawa, Ontario.
Nav Canada fue privatizada 1 de noviembre de 1992 de manos del ministro de transporte en el cargo durante esa legislatura, David Anderson, proceso por el que pagó al Gobierno 1500 millones de dólares canadienses.
La empresa cuenta con unos 1850 controladores de tráfico aéreo, 1430 empleados en funciones corporativas, 630 especialistas en servicios de vuelo, 620 técnicos y 65 ingenieros. Gestiona unos 12 millones de operaciones en un espacio de 18 millones de km², lo que lo convierte en el segundo proveedor de servicios de navegación aérea del mundo por volumen de tráfico.

## Historia
La corporación notó el impacto de la crisis económica de finales de los años 2000 de dos maneras: debido a pérdidas en sus inversiones en valores y debido a la caída de los niveles de tráfico aéreo de las compañías aéreas. El 16 de agosto de 2007, la empresa se unió con otras compañías durante la cumbre llamada Montreal Accord, donde se establecieron los cimientos para la creación del Pan Canadian Investors Committee, cuyo cometido era intentar resolver los apuros económicos. Al caer el tráfico aéreo comercial, las aerolíneas redujeron el número de vuelos regulares en respuesta a la baja demanda de los clientes. El tráfico para el año fiscal de 2009 fue un 6 % inferior al de 2008 o 5,8 % sobre una base normalizada, teniendo en cuenta que el mes de febrero de 2009 tuvo un día menos que en 2008 por ser año bisiesto.
En 2011, ganó el prestigioso galardón Eagle que otorga anualmente la Asociación Internacional de Transporte Aéreo (IATA) al mejor prestador de servicios, por la innovación, trato al cliente y eficiencia.